# HD 178911
HD 178911, auch als HR 7272 katalogisiert, ist ein etwa 160 Lichtjahre entferntes Sternsystem im Sternbild Leier.
Das System besteht aus einem spektroskopischen Doppelstern, HD 178911 A, der von einem dritten Stern, HD 178911 B, begleitet wird. Die Komponenten A und B bilden einen visuellen Doppelstern mit einer Winkeldistanz von 16",10 ± 0",01 (einige hundert Astronomische Einheiten).
Die Komponenten des spektroskopischen Doppelsterns A mit den systematischen Bezeichnungen HD 178911 Aa und HD 178911 Ab haben eine Umlaufzeit von 3,55 Jahren und ihre große Halbachse misst 0",074.
Die Komponente B weist mit HD 178911 Bb ebenfalls einen spektroskopischen Begleiter auf, bei dem es sich möglicherweise um einen Exoplaneten handelt.

## HD 178911 B
HD 178911 B ist ein Stern der Spektralklasse G und besitzt eine scheinbare Helligkeit von etwa 8,0 mag. Er wird mit einer Umlaufperiode von 71,5 Tagen von dem potentiellen Exoplaneten HD 178911 Bb umkreist. Das Objekt weist eine Mindestmasse von etwa 6 Jupitermassen auf und wurde mit Hilfe der Radialgeschwindigkeitsmethode entdeckt; seine Entdeckung wurde im Jahr 2002 von Zucker et al. veröffentlicht.